# Angels Fall First
Angels Fall First je prvi studijski album finske simfonične metal skupine Nightwish, izdan 1. novembra 1997. To je njihov debitantski album.
Pesem Elvenpath vsebuje izrezke iz filma Gospodar prstanov (1978), ki ga je režiral Ralph Bakshi.

## Seznam pesmi
Vse pesmi je napisal Tuomas Holopainen; vse pesmi je uglasbil  Nightwish.
| Angels Fall First seznam pesmi | Angels Fall First seznam pesmi                  | Angels Fall First seznam pesmi |
| Št.                            | Naslov                                          | Dolžina                        |
| ------------------------------ | ----------------------------------------------- | ------------------------------ |
| 1.                             | „Elvenpath‟                                     | 4:38                           |
| 2.                             | „Beauty and the Beast‟                          | 6:22                           |
| 3.                             | „The Carpenter‟                                 | 5:56                           |
| 4.                             | „Astral Romance‟                                | 5:11                           |
| 5.                             | „Angels Fall First‟                             | 5:34                           |
| 6.                             | „Tutankhamen‟                                   | 5:30                           |
| 7.                             | „Nymphomaniac Fantasia‟                         | 4:45                           |
| 8.                             | „Know Why the Nightingale Sings‟                | 4:13                           |
| 9.                             | „Lappi (Lapland): I. Erämaajärvi‟               | 2:15                           |
| 10.                            | „Lappi (Lapland): II. Witchdrums‟               | 1:19                           |
| 11.                            | „Lappi (Lapland): III. This Moment Is Eternity‟ | 3:12                           |
| 12.                            | „Lappi (Lapland): IV. Etiäinen‟                 | 2:34                           |
| Skupna dolžina:                | Skupna dolžina:                                 | 51:29                          |

| 2007 ponovno izdane pesmi | 2007 ponovno izdane pesmi    | 2007 ponovno izdane pesmi |
| Št.                       | Naslov                       | Dolžina                   |
| ------------------------- | ---------------------------- | ------------------------- |
| 13.                       | „A Return to the Sea‟        | 5:46                      |
| 14.                       | „Nightwish‟ (demo)           | 5:49                      |
| 15.                       | „The Forever Moments‟ (demo) | 5:36                      |
| 16.                       | „Etiäinen‟ (demo)            | 2:59                      |
| Skupna dolžina:           | Skupna dolžina:              | 71:39                     |

## Sodelujoči
- Tarja Turunen – glavni vokal
- Erno »Emppu« Vuorinen – kitara bas kitara
- Tuomas Holopainen – klaviature, vokal
- Jukka Nevalainen – bobni